# Komet Spahr 2
Komet Spahr 2 ali 171P/Spahr je periodični komet z obhodno dobo približno 6,6 let.
Komet pripada Jupitrovi družini kometov .

## Odkritje[4]
Komet je odkril 16. novembra 1998 ameriški astronom Timothy Bruce Spahr z Univerze Arizone v Arizoni, ZDA v okviru programa Catalina Sky Survey. Pozneje so našli komet tudi na posnetkih, ki so jih naredili v programu Two Micron All Sky Survey (2MASS)